# هرمانتش
هرمانتش (به چکی: Heřmaneč) یک منطقهٔ مسکونی در جمهوری چک است که در ناحیه ییندریخوف هرادتس واقع شده‌است. هرمانتش ۵٫۰۸ کیلومتر مربع مساحت و ۹۳ نفر جمعیت دارد و ۶۰۹ متر بالاتر از سطح دریا واقع شده‌است.